# Diego Lopes
Diego Lopes da Silva (Manaos, Amazonas; 30 de diciembre de 1994) es un artista marcial mixto brasileño que compite en la división de peso pluma de Ultimate Fighting Championship (UFC). Desde el 17 de septiembre de 2024, está en la posición #3 del ranking de peso pluma de UFC. Lopes compitió anteriormente en la promoción mexicana LUX Fight League, donde fue campeón de peso pluma.

## Primeros años
Nacido y criado en Manaus, Amazonas, Lopes comenzó a entrenar jiu-jitsu brasileño a una edad temprana, ya que en su familia era tradición luchar; rápidamente comenzó a competir a la edad de siete años. A los 16 años ya era cinturón morado. No mucho después, hizo la transición a las MMA. «Para mi primera pelea, en realidad nunca entrené MMA», dijo Lopes.

Yo solo estaba practicando jiu-jitsu y ayudaba a mi hermano en sus campamentos porque él estaba peleando en ese momento. Entonces, un día a mi hermano le ofrecieron pelear, pero no la aceptó porque tenía bastante experiencia y el chico apenas estaba haciendo su debut. Entonces me preguntó: 'Oye, hay esta pelea en un mes'. Y dije: 'Genial, sí, siempre tengo ganas de competir en jiu-jitsu', y él dijo: 'No, esto es MMA'. Todavía lo tomé y desde entonces no hemos parado.

## Carrera de artes marciales mixtas

### Carrera temprana
Lopes hizo su debut profesional en MMA en su país natal, Brasil, en septiembre de 2012. Su debut fue victorioso. Compitió siete veces más y obtuvo marca de 5-2. Después de ocho peleas en su carrera de MMA, su instructor de jiu-jitsu le ofreció a Lopes la oportunidad de enseñar en México. A los 19 años, Lopes aceptó la oferta de su entrenador y se mudó a aquel país, donde comenzó a enseñar. Más tarde reanudó su carrera de lucha.

### LUX Fight League
Lopes debutó para la empresa LUX Fight League el 5 de octubre de 2018, enfrentándose a Luis Guerrero en el evento LUX 003. Ganó la pelea por sumisión en el primer asalto.
Tras otras dos victorias sobre Rony Jason y Alejandro Solano Rodríguez por decisión unánime, Lopes tuvo la oportunidad de enfrentar al entonces campeón de peso pluma Marco Beltrán. La pelea se llevó a cabo el 29 de noviembre de 2019 en LUX 007, donde Lopes destronó el reinado de Beltrán tras vencerlo por sumisión con un kneebar en el primer asalto.
El 12 de marzo de 2021, tuvo su primera y única defensa titular ante Masio Fullen en LUX 012. Ganó la pelea por sumisión tras aplicar un armbar.

### Dana White's Contender Series
Lopes enfrentó Joanderson Brito el 31 de agosto de 2021 en el Dana White's Contender Series 37. Perdió la pelea por decisión técnica.

### Ultimate Fighting Championship

#### 2023
Lopes, aceptó la oportunidad de hacer su debut en el UFC, luego de recibir una oferta cinco días antes del evento para reemplazar a Bryce Mitchell, quien estuvo ausente por lesión en UFC 288 tuvo que enfrentarse a Movsar Evloev. Perdió la pelea por decisión unánime. Esta pelea lo hizo merecedor de su primer premio de Pelea de la Noche.
Lopes enfrentó a Gavin Tucker el 5 de agosto de 2023, en UFC on ESPN 50. Ganó la pelea por sumisión (armbar) en el primer asalto. Esta victoria lo hizo merecedor de su primer premio de Actuación de la Noche.
Lopes enfrentó a Pat Sabatini el 11 de noviembre de 2023, en UFC 295. Ganó la pelea por TKO en el primer asalto. Esta victoria lo hizo merecedor de su segundo premio de Actuación de la Noche.

#### 2024
Lopes enfrentó a Sodiq Yusuff el 12 de abril de 2024, en UFC 300. Ganó la pelea por TKO en el primer asalto. Lopes saltó de la jaula después de ganar la pelea. Como consecuencia, la Comisión Atlética del Estado de Nevada (NSAC) retuvo $5,000 de su pago de $100,000.
Lopes estaba programado para enfrentar a Brian Ortega en una pelea de peso ligero el 29 de junio de 2024, en UFC 303. La pelea estaba programada originalmente en peso pluma, pero se cambió un día antes del evento debido a problemas de corte de peso por parte de Ortega. Posteriormente, el día del evento, Ortega fue reemplazado en el último minuto por Dan Ige en un peso pactado de 165 libras. Ganó la pelea por decisión unánime.
Lopes enfrentó a Brian Ortega el 14 de septiembre de 2024, en UFC 306. Ganó la pelea por decisión unánime.

#### 2025
El 12 de abril de 2025, Lopes enfrento al ex campeón Alexander Volkanovski en UFC 314, por el cinturón vacante del Peso Pluma, en un contienda competitiva y cerrada perdió por decisión unánime, llevándose el bono a pelea de la noche.

## Vida personal
Lopes se desempeña como entrenador de jiu-jitsu en el Lobo Gym, en México, al que pertenece y ha entrenado, entre otros, a la ex-campeona de peso mosca femenino de UFC Alexa Grasso. En Barbate, pueblo de Cádiz en España, tuvo un desarrollo extraordinario en las Artes Marciales Mixtas llevándolo a ser quien es hoy en día.

## Campeonatos y logros
- Ultimate Fighting Championship
  - Actuación de la Noche (Dos veces) vs. Gavin Tucker y Pat Sabatini[14][16]
  - Pelea de la Noche (Dos veces) vs. Movsar Evloev y Alexander Volkanovski[12]
  - Debutante del Año 2023[27]

- LUX Fight League
  - Campeonato de Peso Pluma de LUX (Una vez)

- Xtreme Fighters Latino
  - Campeonato de Peso Pluma de XFL (Una vez)

- Jasaji Fighting League
  - Campeonato de Peso Pluma de Jasaji Fighting League (Una vez)

## Récord en artes marciales mixtas
| Récord profesional | Récord profesional | Récord profesional |
| 33 peleas          | 26 victorias       | 7 derrotas         |
| ------------------ | ------------------ | ------------------ |
| Nocaut             | 10                 | 2                  |
| Sumisión           | 12                 | 0                  |
| Decisión           | 4                  | 5                  |

| Resultado | Récord | Oponente                   | Método                      | Evento                            | Fecha                    | Ronda | Tiempo | Localización            | Notas |
| --------- | ------ | -------------------------- | --------------------------- | --------------------------------- | ------------------------ | ----- | ------ | ----------------------- | --- |
| Derrota   | 26–7   | Alexander Volkanovski      | Decisión (unánime)          | UFC 314                           | 12 de abril de 2025      | 5     | 5:00   | Miami, Florida          | Por el Campeonato vacante de Peso Pluma de UFC. Pelea de la Noche.                                                               |
| Victoria  | 26–6   | Brian Ortega               | Decisión (unánime)          | UFC 306                           | 14 de septiembre de 2024 | 3     | 5:00   | Las Vegas, Nevada       | |
| Victoria  | 25–6   | Dan Ige                    | Decisión (unánime)          | UFC 303                           | 29 de junio de 2024      | 3     | 5:00   | Las Vegas, Nevada       | Pelea de peso pactado (165 lb).                                                                                                  |
| Victoria  | 24–6   | Sodiq Yusuff               | TKO (golpes)                | UFC 300                           | 13 de abril de 2024      | 1     | 1:29   | Las Vegas, Nevada       | |
| Victoria  | 23–6   | Pat Sabatini               | KO (golpes)                 | UFC 295                           | 11 de noviembre de 2023  | 1     | 1:30   | Nueva York              | Actuación de la Noche. |
| Victoria  | 22–6   | Gavin Tucker               | Sumisión (armbar)           | UFC on ESPN: Sandhagen vs. Font   | 5 de agosto de 2023      | 1     | 1:38   | Nashville, Tennessee    | Actuación de la Noche. |
| Derrota   | 21–6   | Movsar Evloev              | Decisión (unánime)          | UFC 288                           | 6 de mayo de 2023        | 3     | 5:00   | Newark, New Jersey      | Pelea de la Noche. |
| Victoria  | 21–5   | Ángel Rodríguez            | TKO (golpes)                | LUX 028                           | 19 de noviembre de 2022  | 2     | 0:48   | Monterrey               | |
| Victoria  | 20–5   | Kenneth Glenn              | TKO (golpes)                | Fury Fighting Championship 57     | 11 de febrero de 2022    | 3     | 3:49   | Houston, Texas          | |
| Derrota   | 19–5   | Nate Richardson            | Decisión (dividida)         | Fury Fighting Championship 52     | 17 de octubre de 2021    | 5     | 5:00   | Houston, Texas          | Por el Campeonato de Peso Pluma de Fury Fighting Championship.                                                                   |
| Derrota   | 19–4   | Joanderson Brito           | Decisión técnica (unánime)  | Dana White's Contender Series 37  | 31 de agosto de 2021     | 3     | 5:00   | Las Vegas, Nevada       | A Brito le descontaron un punto en la tercera ronda debido a un pinchazo en el ojo que dejó a Lopes incapacitado para continuar. |
| Victoria  | 19–3   | Masio Fullen               | Sumisión (armbar)           | LUX 012                           | 12 de marzo de 2021      | 3     | 3:06   | Monterrey               | Defendió el Campeonato de Peso Pluma de Lux Fight League.                                                                        |
| Victoria  | 18–3   | Marco Beltrán              | Sumisión (kneebar)          | LUX 007                           | 29 de noviembre de 2019  | 1     | 3:35   | Monterrey               | Defendió el Campeonato de Peso Pluma de Lux Fight League.                                                                        |
| Victoria  | 17–3   | Alejandro Solano Rodríguez | Decisión (unánime)          | LUX 006                           | 30 de agosto de 2019     | 5     | 5:00   | Monterrey               | Ganó el Campeonato de Peso Pluma de Lux Fight League.                                                                            |
| Victoria  | 16–3   | Rony Jason                 | Decisión (unánime)          | LUX 004                           | 15 de marzo de 2019      | 3     | 5:00   | Ciudad de México        | |
| Victoria  | 15–3   | Luis Guerrero              | Sumisión (armbar)           | LUX 003                           | 5 de octubre de 2018     | 1     | 2:48   | Ciudad de México        | |
| Victoria  | 14–3   | Rogelio Meneses            | KO (golpes)                 | RFL 2: Roca Fighting League       | 17 de agosto de 2018     | 1     | 3:31   | Epazoyucan, Hidalgo     | |
| Victoria  | 13–3   | Antonio Hernández          | Sumisión (armbar)           | XFL 38: Xtreme Fighters Latino 38 | 1 de junio de 2018       | 1     | 1:21   | Ciudad de México        | Ganó el Campeonato de Peso Pluma del XFL.                                                                                        |
| Derrota   | 12–3   | Amir Elzhurkaev            | KO (golpes)                 | ACB 78: Young Eagles 24           | 13 de enero de 2018      | 2     | 3:06   | Grozny, Chechnya        | |
| Victoria  | 12–2   | Issac Ruelas               | Sumisión (rear-naked choke) | Jasaji Fighting League 17         | 23 de septiembre de 2017 | 1     | 2:23   | Ciudad de México        | Ganó el Campeonato de Peso Pluma de Jasaji Fighting League.                                                                      |
| Victoria  | 11–2   | Raúl Najera Ocampo         | TKO (golpes)                | XFL 34: Xtreme Fighters Latino 34 | 21 de abril de 2017      | 1     | 3:37   | Ciudad de México        | |
| Victoria  | 10–2   | Carlos Enrique Canada      | Sumisión (rear-naked choke) | JFL: Jasaji Fighting League 15    | 18 de marzo de 2017      | 1     | 3:37   | Ciudad de México        | |
| Victoria  | 9–2    | Paul Márquez Moreno        | Sumisión (armbar)           | JFL: Jasaji Fighting League 14    | 26 de noviembre de 2016  | 1     | 4:46   | Ciudad de México        | |
| Victoria  | 8–2    | Luis Torres                | KO (golpes)                 | CFN 5: Coatza Fight Night         | 16 de abril de 2016      | 1     | 1:15   | Coatzacoalcos, Veracruz | |
| Victoria  | 7–2    | Gilberto dos Santos        | Sumisión (triangle choke)   | EFN: Elite Fight Night 1          | 19 de septiembre de 2015 | 2     | 2:19   | Sao Paulo               | |
| Victoria  | 6–2    | Duda Sales                 | Sumisión (heel hook)        | Thunder Fight 3: Gameth vs. Para  | 11 de abril de 2015      | 1     | 3:42   | Sao Paulo               | |
| Victoria  | 5–2    | José Roberto               | TKO (retiro)                | MMA Super Heroes 7                | 15 de noviembre de 2014  | 1     | 2:28   | Sao Paulo               | |
| Victoria  | 4–2    | Isaque Silva               | Sumisión (rear-naked choke) | PFMMA: Pro Fight MMA Brasil 11    | 27 de julio de 2014      | 2     | 2:44   | Amazonas                | |
| Derrota   | 3–2    | Rodrigo Praia              | KO (golpes)                 | ITC: It's Time Combat 4           | 16 de abril de 2014      | 2     | N/A    | Amazonas                | |
| Derrota   | 3–1    | Thiago Silva               | Decisión (dividida)         | BWF - Big Way Fight 3             | 8 de noviembre de 2013   | 3     | 5:00   | Amazonas                | |
| Victoria  | 3–0    | Luiz Silva                 | Sumisión (armbar)           | ITC: It's Time Combat 3           | 13 de julio de 2013      | 1     | N/A    | Amazonas                | |
| Victoria  | 2–0    | Raniel da Costa            | KO (golpes)                 | ITC: It's Time Combat 2           | 1 de febrero de 2013     | 2     | N/A    | Amazonas                | |
| Victoria  | 1–0    | Francivaldo Arauvo         | KO (golpes)                 | ITC: It's Time Combat 1           | 8 de septiembre de 2012  | 2     | N/A    | Amazonas                | |